# 敦煌駅
敦煌駅（とんこうえき）は中華人民共和国甘粛省敦煌市にある中国鉄路総公司が管理する駅である。長く終着駅であったが、ゴルムド駅までの敦格線が開通し中間駅となった。

## 歴史
- 2006年1月1日 - 開業した。同日、それまで敦煌駅を名乗っていた蘭新線の駅名が、元の柳園駅に戻された。
- 2016年1月9日 - 敦煌から粛北までが開通し、まずは貨物列車が運行した。
- 2018年9月30日 - 敦煌から粛北までの客扱いが開始。中間駅となった。
- 2019年12月18日 - ゴルムドまで全線開通。
- 2019年12月30日 - ゴルムド経由西寧までの客車列車の運行が開始。

## 行先
西安駅、蘭州駅、嘉峪関駅、西寧駅などに便がある。便数は徐々に増えており、高速鉄道の乗り入れも始まった。またウルムチ南駅方面行きの便はないので、一般的には敦煌市内から120kmほど離れた蘭新線の柳園駅か蘭新線第二複線の柳園南駅までバスで移動する。

## 隣の駅
敦煌線
- 敦煌駅 - 甜水井駅

## ギャラリー

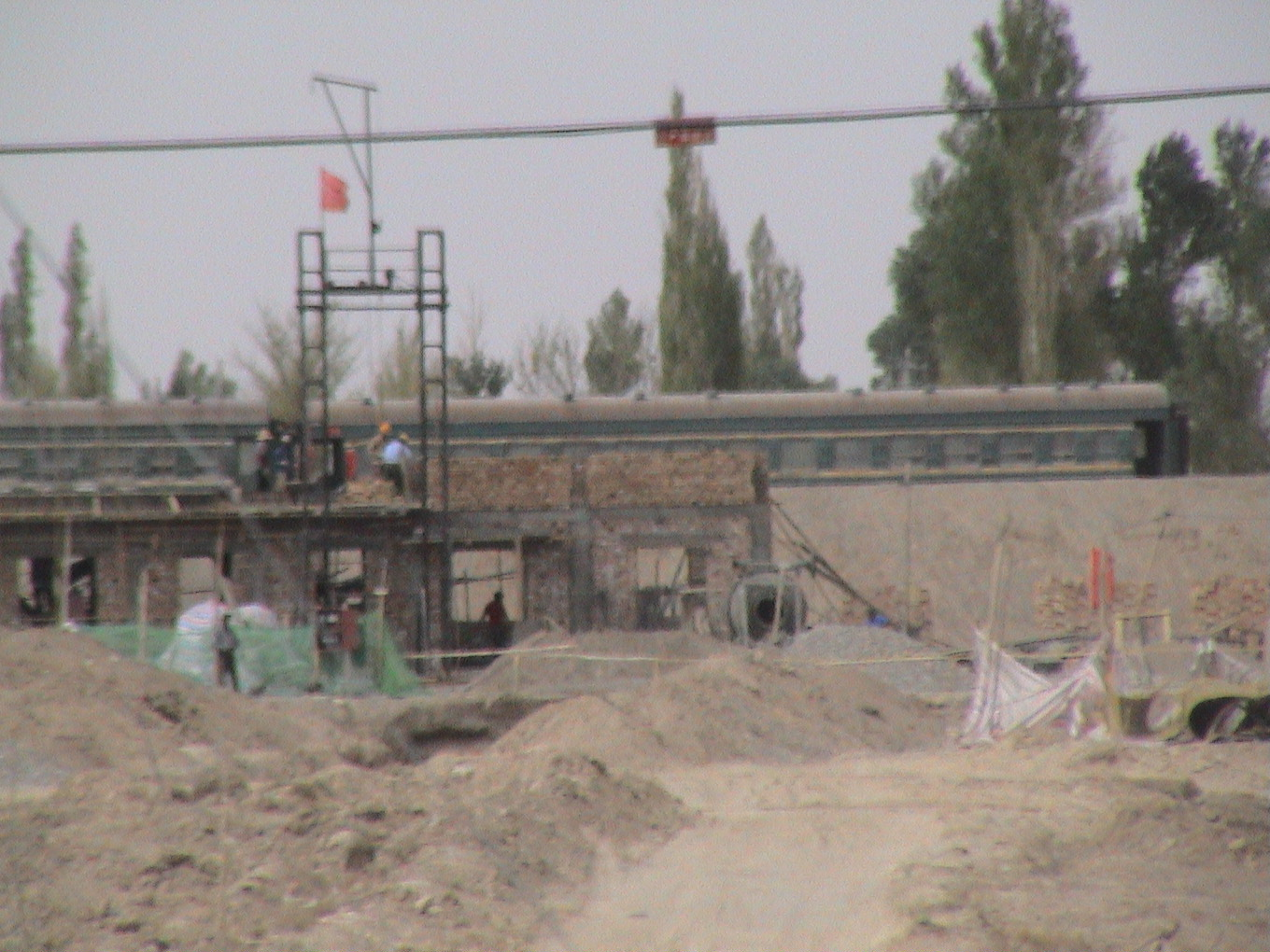
建設中の敦煌駅
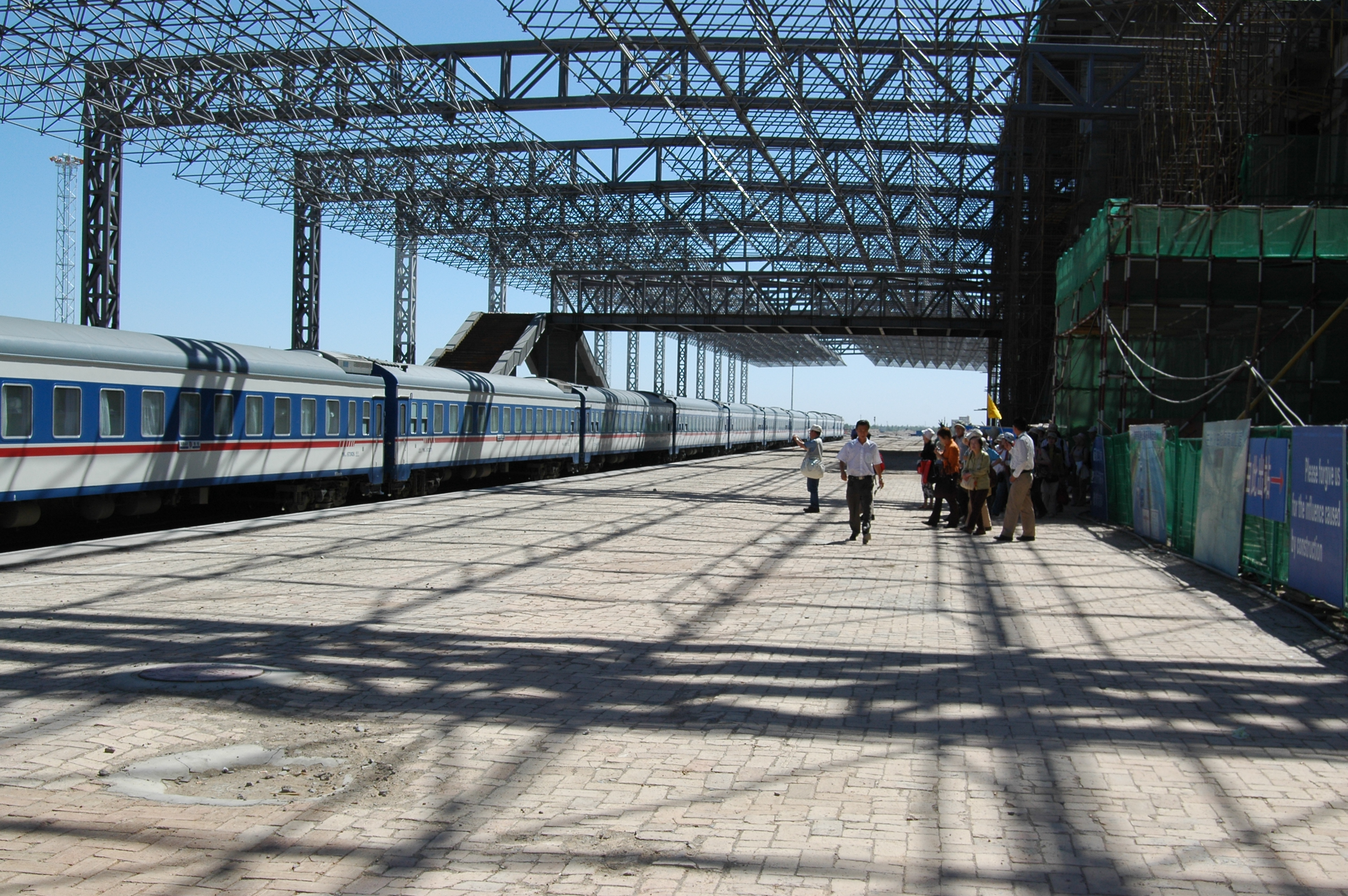
ホーム

## 駅周辺
- 敦煌市街地から10km以上離れており、市街地の敦煌賓館との間を路線バスが運行している。運賃は2016年3月現在で3元。8時頃から18時頃まで運転。タクシーは片道40元が標準。
- 敦煌空港
- 莫高窟数字展示中心
- 莫高窟
- 鳴沙山
- 月牙泉
  - 旧敦煌駅である柳園駅は120km以上離れている。

座標: 北緯40度10分04秒 東経94度47分00秒 / 北緯40.167778度 東経94.783472度